# Điệp vụ Chim sẻ đỏ
Red Sparrow là bộ phim gián điệp ly kỳ Mỹ năm 2018 do đạo diễn Francis Lawrence chỉ đạo và Justin Haythe viết kịch bản, dựa trên cuốn tiểu thuyết cùng tên năm 2013 của Jason Matthews. Dàn diễn viên gồm Jennifer Lawrence, Joel Edgerton, Matthias Schoenaerts, Charlotte Rampling, Mary-Louise Parker, Jeremy Irons. Phim kể câu chuyện về một sĩ quan tình báo Nga được gửi đến để liên lạc với một đặc vụ CIA và điệp viên hai mang có thể tồn tại.
Red Sparrow ra mắt tại Newseum tại Washington, D.C. vào ngày 15 tháng 2 năm 2018 và được phát hành tại Hoa Kỳ vào ngày 2 tháng 3 năm 2018. Bộ phim đã nhận được đánh giá trái chiều từ giới phê bình, người gọi nó là "kiểu cách hơn cốt truyện", nhưng ca ngợi diễn xuất của Lawrence.

## Nội dung
Ở nước Nga, Dominika Egorova là diễn viên múa ba lê đang chăm lo cho người mẹ nay bệnh mai ốm. Khi có một chấn thương khiến sự nghiệp kết thúc, Dominika nhận được lời đề nghị từ người chú Ivan Egorov, phó giám đốc của cơ quan tình báo SVR. Cô phải quyến rũ tên tội phạm Dimitri Ustinov để đổi lấy việc mẹ cô tiếp tục được chăm sóc y tế. Ustinov cố gắng cưỡng hiếp Dominika, nhưng hắn bị giết chết bởi một đặc vụ dưới quyền Ivan. Ivan bắt Dominika chọn lựa một trong hai: trở thành đặc vụ SVR hoặc bị giết vì đã chứng kiến vụ mưu sát Ustinov.
Dominika được đưa đến một ngôi trường có cách huấn luyện tàn bạo để trở thành "Chim sẻ" - biệt danh của những điệp viên dùng thân xác gợi cảm để quyến rũ các mục tiêu. Sau một thời gian huấn luyện, Dominika được Ivan và Đại tướng Vladimir Korchnoi cử đi làm nhiệm vụ ở Budapest. Cô phải quyến rũ Đặc vụ CIA Nate Nash và tìm hiểu danh tính của tay nội gián Marble.
Ở Budapest, Dominika sống chung với một Chim sẻ khác tên Marta Yelenova, được giám sát bởi thủ trưởng Maxim Volontov. Dominika gặp Nash, người nhanh chóng biết được cô là điệp viên tình báo Nga và cố gắng thuyết phục cô theo phe mình. Dominika kiểm tra phòng của Marta mới biết rằng Marta đang mua thông tin mật từ Stephanie Boucher, một trợ lý của Thượng nghị sĩ Mỹ. Khi Ivan gây áp lực cho Dominika về việc tiến triển chậm với Nash, Dominika khai là cô đang giúp Marta. Marta sau đó bị giết hại dã man bởi SVR vì phân chia nhiệm vụ mật với Dominika, việc này đồng thời cảnh cáo Dominika rằng cô cũng sẽ bị như thế nếu thất bại. Dominika tiếp cận Nash, cô quan hệ tình dục với anh và đồng ý trở thành đặc vụ hai mang để đổi lấy sự bảo vệ của chính phủ Mỹ. Dominika và Volontov đến London gặp Boucher để hoàn tất việc trao đổi, nhưng cô bí mật đánh tráo tài liệu của Boucher với tài liệu giả của CIA.
Boucher rời khỏi khách sạn thì nhận ra mình đang bị các đặc vụ Mỹ theo dõi, cô hoảng sợ và bị xe tông chết. Chính phủ Nga nghi ngờ Dominika và Volontov có hợp tác với người Mỹ, cả hai được gọi về Moscow rồi bị tra tấn và tra khảo suốt nhiều ngày. Volontov bị xử tử, còn Dominika được Ivan tin tưởng, cô được phép quay lại Budapest để tiếp tục nhiệm vụ lấy danh tính của Marble từ Nash.
Sau khi trải qua một đêm với Nash, Dominika thức dậy thấy anh đang bị tra tấn bởi Đặc vụ Sergei Matorin để lấy danh tính của Marble. Ban đầu cô giúp đỡ Matorin hành hạ Nash nhưng sau đó bất ngờ giết chết Matorin. Bị thương trong cuộc ẩu đả nên Dominika phải vào bệnh viện, Đại tướng Korchnoi đến gặp cô và tiết lộ ông chính là Marble. Ông giải thích rằng mình từng là một nhà yêu nước, nhưng trở nên thất vọng vì sự tham nhũng của nước Nga. Ông biết sớm muộn gì ông cũng bị lộ, nay ông muốn nhờ Dominika lật tẩy thân phận của mình với cấp trên. Làm thế sẽ giúp cô trở thành anh hùng quốc gia, đồng thời cho phép cô thay thế ông làm nội gián chuyển thông tin cho CIA. Nhưng khi Dominika báo với cấp trên, cô đã đổ hết tội nội gián cho Ivan bằng cách sử dụng những chứng cứ được ngụy tạo ngay từ ngày đầu cô đến Hungary. Ivan bị giết chết và Dominika được chính phủ Nga vinh danh.
Dominika trở về Nga sống với mẹ và nhận được cuộc gọi từ một người bí ẩn chơi bản nhạc Piano Concerto của Edvard Grieg, chắc chắn đó là Nash.

## Diễn viên
- Jennifer Lawrence vai Dominika Egorova[6]
- Joel Edgerton vai Nate Nash[6]
- Matthias Schoenaerts vai Ivan Dimitrevich Egorov[6][7]
- Charlotte Rampling vai Matron[8]
- Mary-Louise Parker vai Stephanie Boucher
- Jeremy Irons vai Đại tướng Vladimir Andreievich Korchnoi / Marble[6]
- Ciaran Hinds vai Đại tá Zacharov
- Joely Richardson vai Nina Egorova
- Bill Camp vai Marty Gable
- Thekla Reuten vai Marta Yelenova
- Sergej Onopko vai Simyonov
- Sebastian Hülk vai Sergei Matorin
- Hugh Quarshie vai Simon Benford
- Sakina Jaffrey vai Trish Forsyth[9]
- Douglas Hodge vai Maxim Volontov
- Sasha Frolova vai Anya[7]
- Kristof Konrad vai Dimitri Ustinov[10]